# Arabes jamaïcains
 (juillet 2024).
Les Arabes jamaïcains désignent les citoyens jamaïcains d'origine ou de descendance libanaise, syrienne, ou partiellement arabe. Beaucoup sont arrivés au XIXe siècle non seulement du Liban moderne, mais aussi de Syrie et de Palestine, fuyant leur patrie en raison de persécutions religieuses sous la domination ottomane,.

## Personnalités
- Lady Colin Campbell (en), auteure, mondaine, animatrice de radio
- Don Wehby (en), cadre d'entreprise
- Lisa Hanna, Miss Jamaïque et Miss Monde 1993
- Ken Khouri (en), producteur de musique
- Anita Mahfood (en), danseuse, actrice, chanteuse
- Shahine Robinson (en), politicienne du Parti travailliste jamaïcain et membre du Parlement
- Edward Zacca (en), ancien juge en chef de la Cour suprême de la Jamaïque ; ancien gouverneur général
- Edward Seaga, ancien Premier ministre de la Jamaïque[3]
- Famille Ziadie (en)
- Maria Ziadie-Haddad, pilote de ligne
- Ronnie Nasralla (en), sportif, producteur de musique, promoteur artistique, manager de groupe
- Jourdan Dunn, mannequin
- XXXTentacion, rappeur, chanteur, auteur-compositeur